# Улица Короленко (Воронеж)
Улица Короленко — улица в исторической части Воронежа (Центральный район). Проходит от улицы Художника Бучкури в сторону улицы Пятницкого до транспортной развязки перед Чернавским мостом (проезд в арку д. 5). Протяжённость улицы около 460 м.

## История
Проложена в первой половине XIX века.
Историческое название улицы связано с рельефом городской территории, определивший её тип — эта узкая улица, прошедшая оврагом («защемленная»), именовалась Щемиловкой, Щемиловской или Щемиловским переулком.
В 1936 году была переименована в память о русском писателе Владимире Галактионовиче Короленко (1853—1921). В своё время писатель передал в дар городской библиотеке имени А. В. Кольцова, открывшейся в Воронеже в 1894 году, некоторые свои книги.
До начала XX века эта улица, застроенная домами малоимущих горожан, оставалась мало благоустроенной. Улица размывалась потоками воды в непогоду, средств на устройство булыжного мощения или ливневой канализации не находилось. В 1888 году городское управление ограничилось засыпанием промоин, в 1910 году улица была выравнена, в 1912 году планировка была разрушена сильными ливнями, в 1913 году городская дума постановила отсыпать проезжую часть щебнем.
На улице сохранились здания рядовой жилой застройки конца XIX — начала XX века (д. 15 и др.). Старые строения постепенно сменяются более новыми.